# Уна Чаплин
Уна Кастија Чаплин (енгл. Oona Castilla Chaplin; рођена 4. јуна 1986. године), позната професионално као Уна Чаплин, је шпанска глумица. Њене улоге укључују улогу Талисе Мегир у ХБО ТВ серији Игра престола, Гримсон Филд, и у серији Табу.
Члан је породице Чаплин, она је ћерка глумице Џералдине Чаплин, унука је енглеског режисера и глумца Чарлија Чаплина и праунука америчког драмског писца Јуџина О’Нила. Именована је по баби са мајчине стране Уни О’Нил, Чарлијевој супрузи.

## Младост
Уна Чаплин је рођена у Мадриду као ћерка англо-америчке глумице Џералдине Чаплин и чилеанског кинематографа Патрициа Кастиње. Њена баба са очеве стране је Арауканка (Индијанка). Она је детињство углавном провела у Шпанији, Великој Британији, Швајцарској и Куби, али је и често путовала због филмске каријере своје мајке. Почела је плесати балет, салсу и фламенко у раном добу.
Када је Чаплинова имала петнаест, почела је студирати у школи Гордонстоун у Шкотској на драмској стипендији.  За време њеног боравка тамо, појавила се у неколико школских представа, обилазећи Уједињено Краљевство у адаптацији Ромеа и Јулије и имитирајући њеног дједа у улози Ботома у адаптацији Сан љетне ноћи, гдје је наступила на Единбургском фринџ фестивалу.  Послије одласка из Гордонстоуна, примљена је на Краљевску академију драмских уметности, одакле је дипломирала 2007. године. Уна има полубрата по имену Шен, из претходне везе своје мајке са филмским режисером Карлосом Сауром.

## Каријера
Од дипломирања, Чаплинова је дјеловала углавном на британским и шпанским кратким и дугометражним филмовима. Глумила је заједно са својом мајком у три дугометражна филма: Непојмљиво и Имаго Мортис. Чаплинова је такође имала неколико улога на британској и америчкој телевизији. Године 2010. појавила се као плесачица у бразилском кавезу у филму Ожењен Слободан Остало (2010), а потом у улози супруге једног од главних ликова, Хектора Медн у BBC историјској драми Сат (2011-2012), као дјевојка доктора Џона Вотсона у епизоди BBC-јевог Шерлока (2012) и као Талиса Мегир у Игри престола (2012-2013) на ХБО-у.
Она игра Кити Тревелијан, водећи лик, у BBC-јевој драми Гримсон Филд (2014) и Рут Левинсон, супругу Ира Левинсона, у филму Најдужа вожња (2015).
Чаплинова глуми и као Зилпа Гери у историјској фикционој серији од осам епизода, Табу (2017).
Чаплинова се придружила глумцима Аватара, Џејмса Камерона у јуну 2017. године. Њен лик, назван Варанг, описан је као "снажан и живахан централни лик који обухвата читав наставак".